# Língua gondi
Gondi (Gōndi) é falada pelo povo ‘’Gondi’’, sendo uma das mais importantes línguas Central Dravidianas falada por cerca de dois milhões de pessoas, principalmente em Madhya Pradesh, Gujarat, Andhra Pradesh, Maharashtra, Chhattisgarh, Orissa e em várias área de estados vizinhos. Mesmo sendo a lingual dos Gondi, apenas metade deles usa a língua.
Gondi não tem uma literatura escrita, mas tem um rico folclore, como narrativas e canções de casamentos. O idioma tem seus substantivos em dois gêneros, masculino e não-masculino. O Gondi se originou da relacionada língua Proto-Dravidiana ao desenvolver consoantes oclusivas sonoras (g, j, ḍ, d, b) e aspiradas (kh, gh, jh, dh, ph).

## Fonologia dialetal
A maior parte dos muitos dialetos Gondi ainda estão registrados e descritos de forma inadequada. Os mais importantes são Dorla, Koya, Maria, Muria,  Raj Gond. Os dialetos do Noroeste diferem em termos fonológicos daqueles do Sudeste. Uma diferença é o tratamento do “S” inicial original, que é preservado no Gondi do norte e oeste, enquanto que mais ao sul e leste é substituído pelo som “H”, tendo desaparecido em outras variantes. Outras variações dialetais são a alteração do “R” inicial com “I” inicial e a mudança de “E” e “O” para “A”.

## Tribos
Os “GondI” incluem 57 diferentes tribos somente em Madhya Pradesh e 55 tribos em Maharashtra. Esses grupos já foram agricultores nômades, sendo hoje, porém, sedentários que praticam agricultura. O índice de alfabetização entre os Gondi é baixo.

## Escrita
Gondi é majoritariamente escrita em alfabeto Devanágari ou Telugu, mas já existe um escrita própria, “Gondi”, que foi desenvolvida em 1928 por um Gondi, Munshi Mangal Singh Masaran, do Distrito de Balagath, Madhya Pradesh. Essa escrita foi sendo, porém, abandonada pelo poucos Gondi alfabetizados, que ainda preferem  Devanagari ou Telugu.
Essa escrita Gondi de Munshi Masaran apresenta 10 vogais, 9 diacríticos para as vogais, 36 consoantes e 10 numerais próprios.
Uma nova escrita própria para a língua foi desenvolvida pela Professora S. Prasanna Sree da Andhra University, Visakhapatnam, Andhra Pradesh, India.
Prasanna Sree desenvolveu escritas com base em escritas hindus já existentes para certos sons comuns a outras línguas locais, porém com diferentes conjuntos de caracteres para cada uma das línguas tribais relacionadas, tais como Gadaba, Jatapu, Kolam, Konda-dora, Porja, Koya, Kupia, Bagatha, etc.
- São 13 sons vogais com símbolos para vogais que, conforme a simbologia, podem ser isoladas (no início da sílaba) ou conjuntas: a aa e ee u uu ae aaae i o oo ou aum auh
- e 21 sons consoantes que podem ser curtos ou longos (símbolos diferenciados): ka gha gna cha já ta da tha dha na pa bha ma ya ra la va as ha